# Yungngora
Yungngora is een plaats en gemeenschap in de regio Kimberley in West-Australië. De bevolking bestaat voornamelijk uit Aborigines.

## Geschiedenis
Door maatregelen van de overheid verlieten vele Aborigines in de jaren 1970 de veestations van de Kimberley. De Aborigines uit de stations vestigden zich rondom Fitzroy Crossing. Toen de 'Aboriginal Land Fund Commission' het schapenstation 'Noonkanbah Station' kocht vestigden twee ouderlingen, Friday en Ginger, er een gemeenschap bestaande uit Aborigines van verschillende taalgroepen.
Eind jaren 1970 streed de jonge Aboriginesgemeenschap tegen het boren naar olie door de Amerikaanse oliemaatschappij Amax op 'Noonkanbah Station'. Ze slaagde erin de door de West-Australische overheid toegestane boringen twee jaar lang tegen te houden. Er werd uiteindelijk geen olie gevonden. Volgens voormalig minister van arbeid Ernie Bridge vormde deze strijd het begin van de landrechtenbeweging van de Aborigines.
In april 2007 werd native title-eis van de Yungngora-gemeenschap over het 1.700 vierkante kilometer grote 'Noonkanbah Station' officieel erkend. Het station telt ongeveer 7.000 runderen en 350 paarden.

## Ligging
Yungngora maakt deel uit van het lokale bestuursgebied (LGA) Shire of Derby-West Kimberley waarvan Derby de hoofdplaats is. Het ligt langs de rivier de Fitzroy ten zuiden van ligt Great Northern Highway, 2.531 kilometer ten noordnoordoosten van de West-Australische hoofdstad Perth, 103 kilometer ten zuidwesten van Fitzroy Crossing en 220 kilometer ten zuidoosten van Derby.

## Bevolking
In 2021 telde Yungngora 4413 inwoners, tegenover 288 in 2006. Meer dan 95 % van de bevolking is van inheemse afkomst.
Er is een school, de 'Kulkarriya Community School', een ziekenhuis en enkele sportfaciliteiten. De meeste leerlingen spreken thuis Creools, Nyikina of Walmajarri. Engels is vaak pas de tweede of derde taal.